# القطع الملحي
القطع الملحي (الجيشيري) هو شكل من أشكال تشويه الأعضاء التناسلية الأنثوية والذي تقوم به عادة شعوب منطقتي الهوسا والفولاني شمال نيجيريا وجنوب النيجر. ويعتقد الممارسون التقليديون لهذا العمل أنه يعالج مجموعة متنوعة من الأمراض النسائية على الرغم من عدم وجود أساس علمي لهذا الإجراء، وقد صُنّف من العلوم الزائفة.
إنَّ هذه الممارسة نادرة في البلدان الغنية مثل الولايات المتحدة الأمريكية أو المملكة المتحدة أو هولندا. عادة ما يتشكل الناسور في الدول الغنية كمضاعفات غير متوقعة للجراحة (مثل استئصال الرحم) أو العلاج الإشعاعي أو الأمراض الخبيثة. ولكن تعتبر مثل هذه الممارسات السبب في معظم حالات الناسور البولي التناسلي في الدول الفقيرة، حيث يمكن العثور على مئات الآلاف (إن لم يكن عدة ملايين) من الحالات. يتم في مثل هذه الحالات التسبب بحدوث النواسير التناسلية عن غير قصد كنتيجة مباشرة لقطع الأعضاء التناسلية الخارجية أو الإحليل أو المهبل أو المستقيم. ويعتبر ذلك شكل من أشكال قلّة الخبرة الجراحية التي تحدث في هذه الممارسات العلاجية التقليدية.

## أصل الاسم
تشير كلمة (جيشيري) في اللغة الهوسية إلى (الملح). وتدلّ على ممارسة التجار العرب الذين ما زالوا يسافرون بقوافل عبر الصحراء إلى المدن في الأجزاء الشمالية من غرب أفريقيا مثل مدينة كانو في نيجيريا. عندما كان أحد الزبائن يشتري كمية من الملح كان التاجر يستعمل سكينة طويلة ويقطع قطعة صغيرة من كتلة ملح كبيرة ويشبه هذا السكين نوع السكاكين المستخدمة في ممارسة القطع الملحي.

## الإجراء والمخاطر
توجد مجموعة كاملة من الشكاوى حول الأمراض النسائية بسبب القطع الملحي بما في ذلك صعوبة في العمل والعقم وعسر الجماع (ألم أثناء ممارسة الجنس) وهبوط الرحم واحتباس البول حيث يُعتقد أنها ناجمة عن ضيق المهبل بشكل كبير في هذه المناطق. العلاج التقليدي لذلك هو شق المهبل. يتم إدخال السكين الطويل في المهبل ويتم إجراء قطع بشكل تراجعي من الجدار الأمامي للفرج إلى داخل العجان.
يمكن أن يسبب ذلك إصابات خطيرة مثل النواسير: فتحات في الجدران المهبلية تفصلها عن المثانة أو المستقيم. يتم في بعض الأحيان إدخال السكين أسفل مجرى البول لإجراء عملية القطع، مما يجعل الجزء السفلي من المسالك البولية مكشوفًا بشكل كامل. كما تموت العديد من النساء بسبب النزيف الناجم عن هذا الإجراء.

## احصاءات
تم استعراض سجلات 360 مريضة في مركز دانجا للناسور في مدينة دانجا في النيجر بين آذار عام 2014 أيلول عام 2016. تم استخراج البيانات السريرية والاجتماعية والديموغرافية ذات الصلة للحالات التي تم تحديدها.

### نتائج الاحصاءات
نتج عن هذه العملية ما مجموعه 10 نواسير: عانت 9 حالات من خسارة مجرى البول وحالة واحدة من ناسور مستقيمي مهبلي. لم تحدث أي حالة استئصال للأعضاء التناسلية، ولكن اعتبرت إجراءات القطع كإجراءات علاجية ضمن سياق الثقافة المحلية كمعالجة لعسر الجماع (الألم أثناء الجماع) أو عدم الاهتمام أو الرغبة في ممارسة العملية الجنسية، أو لمعالجة السلوك الأنثوي الذي يعتبر غير مناسب ثقافيًا من قبل الزوج أو الوالدين أو العائلة. تم إجراء علاج سريري (علاج الناسور) في جميع الحالات العشرة، على الرغم من أنَّ ثلاث نساء كانوا بحاجة لأكثر من عملية واحدة.

## النقاشات
يشمل تشويه الأعضاء التناسلية للإناث وفقًا لمنظمة الصحة العالمية: جميع الإجراءات التي تنطوي على إزالة جزئية أو كلية للأعضاء التناسلية الخارجية للأنثى أو أي إصابة أخرى للأعضاء التناسلية للإناث لأسباب غير طبية. يتم تنفيذ معظم عمليات قص الأعضاء التناسلية للإناث لأسباب تقليدية وقائية، وغالبًا ما تُنفذ مع سن البلوغ لدى الشابات والفتيات. على الرغم من اختلاف المنطق المحلي باختلاف المجموعات الثقافية إلا أنَّ الأسباب الشائعة لهذه الممارسة هي التخفيف من رغبة الإناث الجنسية (وبالتالي الحد من ممارسة الجنس بشكل غير شرعي).
تعتبر عملية القطع الملحي سببًا غير شائع للنواسير التناسلية في النيجر (ولكن يمكن الوقاية منه). يتم البحث في تفاصيل الحالات الاجتماعية والثقافية التي أدت إلى هذه الظاهرة.